# Tøj
Tøj, beklædning eller påklædning kan være mange beklædningsdele af skind eller tekstil. Ordet tøj betyder oprindeligt udstyr (som legetøj og tøjhus).

## Formål
Tøjet tjener flere forskellige formål:
- At holde kroppen varm og tør. (overtøj, overfrakke)
- At skjule bærerens krop for omverdenen. Især kønsdele samt kvindelige bryster (badedragt, bikini, badebukser)
- At beskytte kroppen mod fysisk overlast og slid (regntøj, brandsikkert tøj, motorcykellædertøj)
- At beskytte kroppen mod udtørring og solskoldning (tropehjelm, hat og kyse)
- Pynte på kroppens naturlige form (aldersprægede og legemlige skavanker)
- Transport (lommer, gehæng mv.)
- At beskytte mod angreb (ringbrynjer, rustninger, skudsikre veste etc.)
- At udstille og fremhæve kroppen på en seksuelt ophidsende måde
- At signalere status/socialt tilhørsforhold/militært tilhørsforhold, rangorden etc.

## Typer
Beklædningsvaner er traditionel stærkt køns- og aldersopdelt. Man taler således om "dametøj", "herretøj" og "børnetøj". Særlig beklædning knytter sig til forskellige legemsdele og er tilknyttet specialbutikker eller stormagasin-afdelinger. Man taler om:
- Hovedbeklædning
- Undertøj som bh, korset og pyjamas
- Trikotage, skjorter, bluser, T-shirt og trøjer
- Habitter, (jakkesæt), smoking) og (kjolesæt)
- Bukser (shorts)
- Nederdele
- Handsker
- Strømper og sokker
- Sko, støvler og vaders
- Frakker, slag og kapper (overtøj, overall, kedeldragt)
- Regntøj

Alt kan være kombineret, så hver del spiller sammen i et hele. Det gælder bl.a. arbejdstøj og uniformer. Påklædningen varierer efter det, den er beregnet til. Man taler om: arbejdstøj, fritidstøj, sportstøj, festtøj og galla, nattøj og lingeri. Forskellige pyntegenstande kan være en del af påklædningen som hovedtørklæder, bælter og slips.

## Historie
Det menes at mennesket begyndte at anvende tøj for ca. 75.000-42.000 år siden.

Anvendelsen af tøj er senere end menneskets tab af pels. Mennesket tabte pelsen for mindst 1,2 millioner år siden.

## Materialer
Tøj kan være fremstillet af materialer som
- Akryl
- Bomuld
- Filt
- Fløjl
- Gummi
- Hamp
- Hør
- Kunstsilke
- Lycra
- Læder
- Lærred
- Nylon
- Pels
- Plastic, plast
- Polyester
- Polypropylen
- Rayon
- Ruskind
- Silke
- Skind
- Spandex
- Uld
- Viskose

## Produktionsmetoder
Tøj kan fremstilles ved hækling, knipling, spinding, strikning, syning, vævning (fx satin), filtning, slentring.